# 板桥镇 (绵竹市)
板桥镇，是中华人民共和国四川省德阳市绵竹市曾经下辖的一个镇。2019年12月，撤销板桥镇，将其所属行政区域划归剑南街道管辖。

## 行政区划
板桥镇撤销前下辖以下地区：
金安社区、柏杨村、五星村、兴隆村、复兴村、八一村、康宁村和海江村。